# 彻奇斯费里 (北达科他州)
彻奇斯费里（英語：Churchs Ferry），是美国北达科他州下属的一座城市。根据2010年美国人口普查，该市有人口12人。